# Kelvin Gastelum
Kelvin Gastelum (født 24. oktober 1991 i San Jose i Californien i USA) er en amerikansk professionel MMA-udøver . Han har konkurreret for UFC siden han vandt The Ultimate Fighter 17. I februar 2019 er han nr. 4 på den officielle UFC-middleweight-rangeringsliste. 

## MMA-karriere

### Tidlig karriere
Gastelum var brydemester på Cibola High School i Yuma, Arizona og gik på North Idaho College i et år før han besluttede at konkurrere i MMA som professionel. Han arbejdede som en bail bondsman forud for at træne MMA på fuld tid.
Han havde sin første professionelle kamp i Mexico den 11. december 2010 mod Jose Sanchez. Han vandt via submission via slag i anden omgang.
Efter sin debut kæmpede Gastelum i Mexico og Arizona og opbyggede en ubesejret professionel rekordliste på 5-0. Han afsluttede alle modstandere, han stod overfor med 2 TKO'er og 3 submissions på sin rekordliste.

### Ultimate Fighting Championship
Gastelum mødte Rick Story den 15. marts 2014 på UFC 171, en kamp, som han specifikt havde bedt om.  Han vandt kampen gennem via delt afgørelse.
Gastelum mødte Jake Ellenberger den 15. november 2014 på UFC 180 som co-main event.  Han vandt kampen i den første runde via rear-naked choke.  Sejren gav også Gastelum sin første Performance of the Night-bonuspris. 
Gastelum mødte Tyron Woodley den 31. januar 2015 på UFC 183. Han vejede 10 pund for meget til indvejningen og fik en både på 30% af sin løn, der blev givet til Woodley.  Han tabte kampen via delt afgørelse. I post-kamp-interviewet med Joe Rogan sagde Woodley, at han ikke ville acceptere 30% af Gastelums løn, da hans manglede vægt og nederlag var straf nok i sig selv. 
På grund af, at Gastelum ikke kunne klare vægten ved to lejligheder, mens han kæmpede i Welterweight-klassen i UFC, beordrede UFCs præsident Dana White at Gastelum flyttede op til middleweight.  I sin tilbagevenden til middleweight stod Gastelum overfor Nate Marquardt på UFC 188 den 13. juni 2015.  Han vandt kampen via TKO efter Marquardt's hjørne stoppede kampen mellem anden og tredje omgang. 
Gastelum mødte Johny Hendricks den 9. juli 2016 på UFC 200.  Han vandt kampen via enstemmig afgørelse. 
Gastelum skulle have mødt Donald Cerrone på UFC 205, men på dagen for vejningene forsøgte Gastelum ikke at klare vægten på 171 pund vægtgrænsen og kampen blev aflyst.   Dette gjorde det tredje gang at Gastelum undlod at klare 170 punds vægtgrænsen, hvorefter Dana White sagde at, at han vil "aldrig lade ham kæmpe i 170 igen". 
Gastelum mødte Chris Weidman den 22. juli 2017 i hovedbegivenheden på UFC på Fox 25.  Gastelum tabte kampen via submission i tredje runde. 
Gastelum mødte Israel Adesanya den 13. april 2019 på UFC 236 om Interim UFC Middleweight-mesterskabet.  Han tabte kampen via enstemmig afgørelse. 

## Mesterskaber og præstationer
- Ultimate Fighting Championship
  - The Ultimate fighter 17 vinder
  - Fight of the Night (Tre gange) vs. Neil Magny, Ronaldo Souza og Israel Adesanya
  - Night performance (Tre gange) vs. Jake Ellenberger, Vitor Belfort og Michael Bisping
- World MMA Awards
  - 2014 Breakthrough Fighter of the Year